# Рогузьно (Ленчинський повіт)
Рогузьно (пол. Rogóźno) — село в Польщі, у гміні Людвін Ленчинського повіту Люблінського воєводства. Населення — 203 особи (2011).

## Історія
У 1921 році село входило до складу гміни Людвін Любартівського повіту Люблінського воєводства Польської Республіки.
У 1975—1998 роках село належало до Люблінського воєводства.

## Населення
Станом на 10 вересня 1921 року в селі Роґузьно разом з фільварком Роґузьно-Емілін налічувалося 28 будинків та 179 мешканців, з них:
- 95 чоловіків та 84 жінки;
- 116 православних, 63 римо-католики;
- 117 українців, 62 поляки.

Демографічна структура станом на 31 березня 2011 року:
|          | Загалом | Допрацездатний вік | Працездатний вік | Постпрацездатний вік |
| -------- | ------- | ------------------ | ---------------- | -------------------- |
| Чоловіки | 107     | 14                 | 79               | 14                   |
| Жінки    | 96      | 17                 | 47               | 32                   |
| Разом    | 203     | 31                 | 126              | 46                   |